# Список экорегионов Мозамбика
Ниже приведен список экорегионов в Мозамбике, о чем свидетельствует Всемирный Фонд дикой природы (ВФП).

## Наземные экорегионы
по основным типам местообитаний

### Тропические и субтропические влажные широколистные леса
- Прибрежные леса Мапуталенда
- Прибрежные леса Южного Занзибара-Иньямбане

### Тропические и субтропические луга, саванны и кустарники
- Редколесья Восточного Миомбо
- Редколесья Южного Миомбо
- Редколесья Замбези и Мопане

### Затопляемые луга и саванны
- Прибрежная затопляемая саванна Замбези
- Затопленные луга Замбези

### Горные луга и кустарники
- Горные леса и луга Восточного Зимбабве
- Кустарники и заросли Мапуталенда-Пондоленда
- Горные леса и луга Южного Малави
- Горные леса и луга Южного нагорья

### Мангры
- Мангры Восточной Африки
- Мангры Южной Африки

## Пресноводные экорегионы
по биорегиону

### Великие Африканские озера
- Ньяса (Малави, Мозамбик, Танзания)

### Восточный и прибрежный
- Бассейн Восточного побережья (Мозамбик, Танзания)
- Озера Чилва и Чиута (Малави, Мозамбик)

### Замбези
- Низкий Велд Замбези (Мозамбик, Южно-Африканская Республика, Свазиленд, Зимбабве)
- Замбези
  - Муланье (Малави, Мозамбик)
  - Нагорье Восточного Зимбабве (Мозамбик, Зимбабве)
  - Высокий Велд Замбези (Зимбабве)
  - Луангва Среднего Замбези (Мозамбик, Замбия, Зимбабве)
  - Нижняя Замбези (Малави, Мозамбик)

## Морские экорегионы
- Бухта Софала/Болотистое побережье
- Делагоа
- Восточно-африканский Коралловый берег